# Minúscula 42
Minúscula 42 (en la numeración Gregory-Aland), α 107 (Soden), conocida también como Codex Maedicaeus, es un manuscrito griego en minúsculas del Nuevo Testamento escrito en pergamino. Es datado paleográficamente en el siglo XI. Tiene notas marginales.

## Descripción
El códice contiene el texto de los Hechos, las epístolas generales, las epístolas paulinas y el Apocalipsis, en 303 hojas de pergamino (20.5 cm por 15 cm), con algunas lagunas (Hechos 2:2-34; 2 Pedro 1:2; 1 Juan 5:11-21; Apocalipsis 18:3-13). El texto está escrito en una columna por página, 22-23 líneas por página.
Contiene listas de los κεφαλαια (tablas de contenido) antes de cada libro, los números de los κεφαλαια (capítulos) en el margen, pero sin τιτλοι (títulos) en la parte superior de las páginas; con el equipo de leccionario en el margen (para el uso litúrgico), y el número de stichoi. De acuerdo con F. H. A. Scrivener, fue descuidadamente escrito.
De acuerdo con la suscripción al final de la Epístola a los Romanos, la carta fue escrita προς Ρωμαιους εγραφη απο Κορινθου δια Φοιβης της διακονου; la misma suscripción la tienen los manuscritos: 90, 216, 339, 462, 466*, 642.

## Texto
Kurt Aland no asignó el texto griego del códice a ninguna categoría.
Su texto tiene cierta semejanza con la minúscula 51 y la Políglota Complutense.
Según Scrivener, el códice «exhibe muchas lecturas de la misma clase que los códices 1, 13, 33, pero su autoridad tiene el menor peso».

## Historia
Actualmente el manuscrito es datado por el INTF en el siglo XI.
El códice fue utilizado por Ludolfo Kuster en edición del Novum Testamentum de Mill en 1710. Mill lo adscribió como «ejemplar de Regium Maedicaeum», y remarcó su parecido con el Codex Angelicus. Nicholas Westermann recopiló su texto. Fue citado por Denis Amelote en su traducción del Nuevo Testamento.
Fue añadido a la lista de manuscritos del Nuevo Testamento por Wettstein. C. R. Gregory vio el manuscrito en 1891.
Se encuentra actualmente en Stadtarchiv Frankfurt (Óder) (Gr. 24), en Fráncfort del Óder.

## Lectura adicional
- Heinrich Mideldorf (1824). Biblischexegetische Repert 2. Editado por E. F. K. y G. H. Rosenmüller. Leipzig. pp. 87-118.
- G. H. Rosenmüller (1832). Commentatt. theol. 2. Parte 2. Leipzig. pp. 167-206.
- Franz Delitzsch (1871). Studien zur Entstehung der Polygl.-Bibel des Card. Ximenes. Leipzig. pp. 36-37.
- Herman C. Hoskier. Concerning the Text of the Apocalypse 1. pp. 25-27.